# خوليو سيزار كورتيس
خوليو سيزار كورتيس (بالإسبانية: Julio César Cortés) (29 مارس 1941 بمونتفيدو في الأوروغواي - 24 يوليو 2025) هو مدرب كرة قدم ولاعب كرة قدم أوروغواني في مركز الوسط، شارك في كأس العالم 1970 وكأس العالم 1962 وكأس العالم 1966. وشارك مع منتخب الأوروغواي لكرة القدم. أما مع النوادي، فقد لعب مع أتلانتي إف سي وبنيارول وجيمناسيا لابلاتا وروزاريو سنترال ونادي أونيفرسيداد ناسيونال وميونيسيبال ولوس أنجلوس أزتكس ونادي أليانزا ‏ وإنستيتوسيون أتلتيكا سود أمريكا ‏ ونادي غواناكستيكا ‏ ونادي سيرو وسنترو أتلتيكو فينكس ‏.

## وصلات خارجية
- خوليو سيزار كورتيس على موقع الاتحاد الدولي (مؤرشف)  (الإنجليزية)
- خوليو سيزار كورتيس على موقع الاتحاد الأوربي (الإنجليزية)
- خوليو سيزار كورتيس على موقع قاعدة بيانات كرة القدم.إي يو (الإنجليزية)
- خوليو سيزار كورتيس على موقع ناشيونال فوتبول تيمز (الإنجليزية)
- خوليو سيزار كورتيس على موقع Soccerway.com (الإنجليزية)